# Grand Princess
Grand Princess je výletní loď, spravována linkami Princess Cruises. Byla postavena v roce 1998 společností Fincantieri Cantieri Navali Italiani v italském Monfalcone za cenu přibližně 450 milionů amerických dolarů (USD). Byla to největší a nejdražší osobní loď, která byla v té době postavena. Grand Princess byla do června roku 2013 ve flotile Princess Cruises vlajková loď, dokud tento titul nezískala tehdy nově postavená loď Royal Princess.
Její sesterské lodě jsou Star Princess a Golden Princess.

## Design
Grand Princess byla první z třídy Grand výletních lodí a má jiné schéma výzdoby než její sesterské lodě, používající tmavší dřevo a vnitřní výzdoba je podobná menším lodím třídy Sun. Když byla loď spuštěna na vodu, v brožurách Princess Cruises byla zapsána, jako loď třídy Sun. Až teprve s následným spuštěním lodě Golden Princess se zavedla třída Grand.

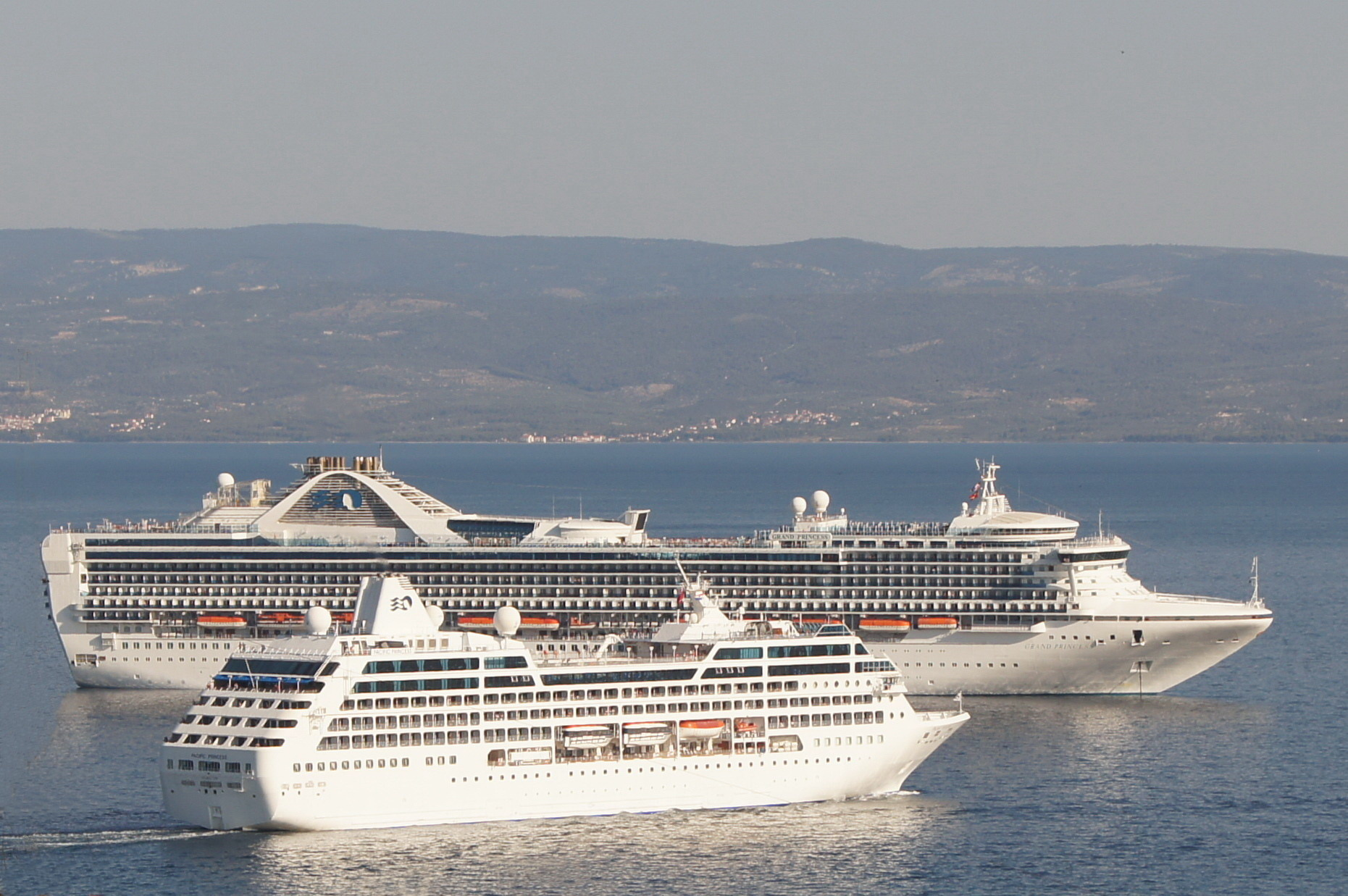
Grand Princess (vzadu) a Pacific Princess (vepředu) ve Splitu v Chorvatsku, 7. srpna 2011

V interiéru lodě se rovněž nachází velké divadlo.
V květnu 2011 prošla Grand Princess nejrozsáhlejší rekonstrukcí v historii Princess Cruises, která zahrnovala doplnění a odstranění salonu cestujících z její zádi. To vyřešilo tendenci lodě naklánět se dozadu a snížilo její spotřebu paliva přibližně o 3–4 %. Plavba s nadzvednutou přídí byla pro Grand Princess typická, ale neovlivňuje žádnou z ostatních lodí třídy Grand (nebo odvozených tříd). V březnu 2019 prošla loď další rozsáhlejší rekonstrukcí.

## Incidenty
Dne 9. srpna 2017 byla na přídi lodi nalezena mrtvá velryba, zatímco byla zakotvena v Ketchikanu na Aljašce.

### Pandemie covidu-19
V březnu 2020 bylo oznámeno, že dva cestující na plavbě lodi do Mexika ve dnech 11. – 21. února 2020 se nakazili onemocněním covid-19 (které způsobuje koronavirus SARS-CoV-2). Oznámení přišlo, když se loď přiblížila k San Franciscu s 2 500 cestujícími na palubě, někteří z nich také hlásili příznaky této nemoci. Loď byla následně na moři zakotvena a byla na ni uvalena karanténa a začalo testování některých cestujících a posádky na výskyt koronaviru SARS-CoV-2.
Jedná se o 2. největší ohnisko epidemie koronaviru SARS-CoV-2 na výletní lodi. Na prvním místě je další loď provozovatele Princess Cruises s názvem Diamond Princess, která má za sebou podobnou situaci. Na ní se nakazilo 696 cestujících a 7 z nich zemřelo.
Od 6. března bylo na lodi testováno 45 lidí z toho bylo 21 pozitivních. U ostatních 29 osob byl jeden test neprůkazný a ostatní testy vyšly negativní. Grand Princess bude moci zakotvit v přístavu v Kalifornii 7. nebo 8. března 2020 a všichni cestující budou testováni na koronavirus.